# Малая Шонома
Ма́лая Шо́нома — деревня в Ленском районе Архангельской области. Входит в состав Козьминского сельского поселения.

## География
Находится в юго-восточной части Архангельской области на расстоянии приблизительно 8 км на северо-восток по прямой от административного центра поселения села Козьмино на правобережье Вычегды.

## История
В 1859 году здесь (деревня Яренского уезда Вологодской губернии) было учтено 11 дворов.

## Население
Численность населения: 64 человека (1859 год), 0 как в 2002 году, так и в 2010.